# Roy Krishna
Roy Krishna (Macuata, 30 de agosto de 1987) é um futebolista fijiano, que atua como atacante pelo Atlético de Kolkata da Índia. É considerado com o maior jogador das Ilhas Fiji.

## Carreira
Krishna começou nas ilhas Fiji, logo foi transferido para os times neozelandeses,Waitakere United, Auckland Citye Wellington Phoenix. Pelo seu bom desempenho foi citado por alguns times de Ásia, mas optou por jogar no Atlético de Kolkata, em seguida foi para o ATK Mohun Bagan FC e agora foi comprado pelo time do Bengaluru Football Club

## Rio 2016
Krishna fez parte do elenco da Seleção Fijiana de Futebol nas Olimpíadas de 2016, sendo um dos jogadores acima da idade olímpica. Roy foi o capitão da equipe. E marcou o primeiro e único gol da história do Fiji nas Olimpíadas, contra o México. 

## Artilharias
- Superliga Indiana 2020-21 (14 gols)

- New Zealand Football Championship 2012-2013 (12 gols)

- Copa das Nações da OFC 2024 (5 gols)